# Hertha von Gebhardt

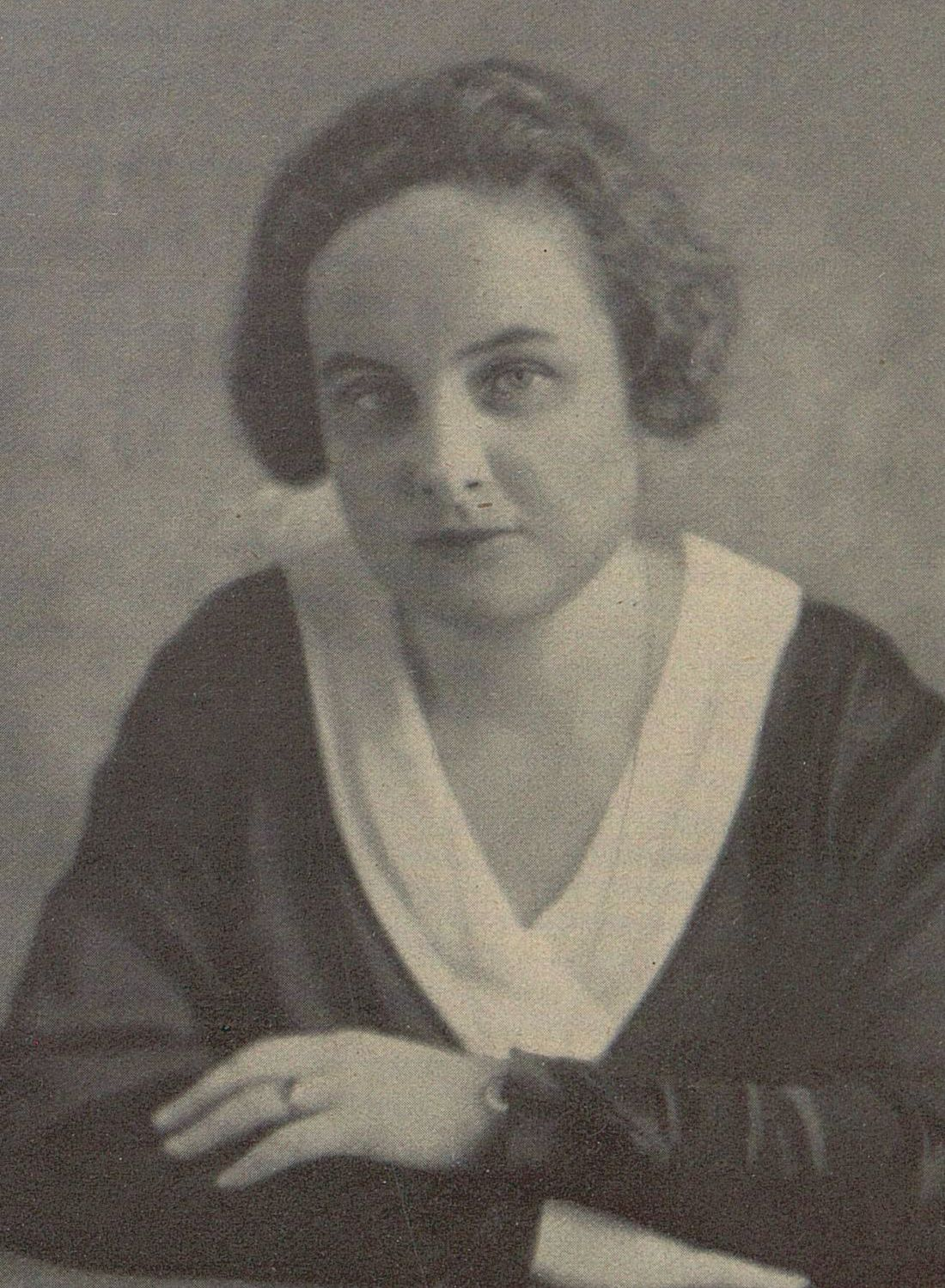
Hertha von Gebhardt, um 1931

Hertha von Gebhardt (auch: Hertha von Gebhardt-Triepel; * 2. Februar 1896 in Leipzig als Hertha Antonie Mathilde Triepel; † 8. Juli 1978 in Berlin) war eine deutsche Schriftstellerin. 

## Leben
Hertha von Gebhardt war die Tochter des Staatsrechtlers Heinrich Triepel und mütterlicherseits eine Enkelin des Ägyptologen Georg Ebers. Sie lebte ab 1913 in Berlin. Nach einem Studium der französischen Sprache unterrichtete sie ab 1916 als Sprachlehrerin an einem Lyzeum. Von 1919 bis 1927 war sie mit dem Genealogen und Archivar Peter von Gebhardt verheiratet; aus dieser Ehe gingen zwei Kinder hervor.
Nachdem Hertha von Gebhardt Anfang der Zwanzigerjahre erste literarische Werke veröffentlicht hatte, lieferte sie Beiträge zu diversen Zeitschriften; nach dem Erfolg des Bandes Das singende Knöchlein folgten zahlreiche weitere Buchveröffentlichungen. Trotz ihres jüdischen Großvaters gelang es ihr, während des „Dritten Reiches“ Mitglied der Reichsschrifttumskammer zu werden und regelmäßig zu publizieren. Eine enge Freundschaft verband sie mit der im Exil lebenden Schriftstellerin Christa Winsloe, mit der sie im Briefwechsel stand. Hertha von Gebhardt lebte zuletzt zusammen mit ihrer Tochter, der Autorin Renate von Gebhardt.
Hertha von Gebhardt war anfangs Verfasserin von Romanen und Erzählungen für Erwachsene; ab den 1930er Jahren schrieb sie vorwiegend Kinderbücher. Besonderen Erfolg erzielte sie mit dem 1937 erschienenen Werk Bettine, einem Mädchenbuch, von dem bis Ende der 1950er Jahre mehr als 45.000 Exemplare verkauft wurden, und mit dem Kindheitsroman Das Pfennighäuschen (1932), der bis in die Sechzigerjahre Neuauflagen erfuhr. Daneben verfasste sie Drehbücher zu Spielfilmen und übersetzte aus dem Englischen und Französischen ins Deutsche. Einzelne Werke von Gebhardts wurden ins Englische, Französische, Spanische, Italienische, Niederländische, Schwedische, Norwegische, Dänische und Finnische übersetzt.
Hertha von Gebhardt gehörte in den 1930er Jahren zu den Gründungsmitgliedern des deutschen Service-Clubs Soroptimist. 1947 wurde sie in den Vorsitz des Schutzverbandes Deutscher Schriftsteller gewählt. 1952 wurde sie mit dem Bundesverdienstkreuz ausgezeichnet. 1958 stand ihr Werk Das Mädchen von irgendwoher auf der Ehrenliste zum Hans-Christian-Andersen-Preis.

## Werke
- Der Streit der Wissenschaften. Stuttgart [u. a.] 1917 (unter dem Namen Hertha Triepel).
- Die Liebesgeschichte der Toni Gentz. Leipzig 1920 (unter dem Namen Hertha von Gebhardt-Triepel).
- Die Flucht ins Feuer. Leipzig 1922 (unter dem Namen Hertha von Gebhardt-Triepel).
- Der Januskopf. Berlin 1925.
- Das singende Knöchlein. Berlin 1927.
- Das Kind aus Saal IV. Berlin 1929.
- Das Pfennighäuschen. Köln 1932.
- Der gläserne Mund. Berlin 1936.
- Der heimliche Bund. Köln 1936.
- Bettine. Köln 1937.
- Brigittes Kameraden. Köln 1938.
- Der grüne Salon. Berlin 1938 (1944 verfilmt).
- Liebe um Gertie. Berlin 1938.
- Pack zu, Gisela!. Köln 1939.
- Zwei Ringe. Berlin 1939.
- Gottes Mühlen. Berlin 1940.
- Ein Mädel bin ich!. Köln 1940.
- Briefe an eine Liebende. Berlin 1941.
- Lina Hebenstreit, Eisenwaren. B.-Leipa 1941.
- Die Schenke zum Mohren. Berlin 1941.
- Das schwere Geständnis. Köln 1941.
- Glück und Glas. B.-Leipa 1942.
- Rücksicht auf Delia. Berlin 1942.
- Christian Voß und die Sterne. Berlin 1947; AvivA, Berlin 2021 (Neuausgabe, hrsg. und mit einem Nachwort von Doris Hermanns, ISBN 978-3-932338-96-0.)
- Der grüne Salon. Berlin-Charlottenburg 1947 (zusammen mit Ernst Hasselbach).
- Die Kinderwiese. Berlin 1947.
- Freundinnen. Köln 1948.
- Die Rosengretel. Köln 1948.
- Hannes mit dem Schlüssel. Köln 1952.
- Absender Nikolaus Stuck. Berlin 1954.
- Getauschte Rollen. Köln 1954.
- Die gefährdete Freundschaft. Köln 1955.
- Die Flaschenpost. Köln 1956.
- Jochen holt einen Christbaum. Hamburg 1956.
- Das Mädchen von irgendwoher. Berlin 1956.
- 6 Kinder und der Mickdermack. Köln 1958.
- Toffi und das kleine Auto. Berlin 1958.
- Bärbel und der Junge ohne Fahrkarte. Köln 1960.
- Der Königsschnupfen. Berlin 1960.
- Die lebendige Puppe. Köln 1961.
- Baustelle! Betreten verboten. Berlin 1962.
- Die Zwillingskleider. Köln 1963.
- Achtung, Junge mit Brille gesucht. Berlin 1966.

### Drehbücher
- Was wissen denn Männer. (Deutschland 1932)
- Ihr größter Erfolg. (Deutschland 1934)
- Der Schlafwagenkontrolleur. (Deutschland, Frankreich 1934/1935)
- Seitensprünge. (Deutschland 1939)
- Ihr Privatsekretär. (Deutschland 1939/40)

### Übersetzungen
- Eda Crist: Das Geheimnis der Felskamine. Köln 1962.
- Eda Crist: Der Wolkenfänger. Köln 1958.
- René Guillot: Sama, der Elefantenprinz. Köln 1957.
- Meindert de Jong: Das siebente Kätzchen. Köln 1962.
- Michele Massane: Michel im guten Wind. Köln 1960.
- Albert Pierre Hippolyte Joseph Paluel-Marmont: Drei Jungen und eine Kamera. Köln 1959.
- Louise Riley: Bob gewinnt "Sternschnupp. Köln 1958.
- Michel Rouzé: Der versunkene Wald. Berlin 1957.
- Hans Sibbelee: Das ist Moskau. Berlin 1959.
- Eleanor Spence: Mach wieder mit, Anna!. Köln 1961.
- Yoshiko Uchida: Takaos kostbares Erbe. Köln 1959.